# Byadarahalli, Arsikere
Byadarahalli là một làng thuộc tehsil Arsikere, huyện Hassan, bang Karnataka, Ấn Độ.